# Somme-Bionne
Somme-Bionne település Franciaországban, Marne megyében. Lakosainak száma 68 fő (2022. január 1.). Somme-Bionne La Croix-en-Champagne, Hans, Somme-Tourbe és Valmy községekkel határos.

## Népesség
A település népessége az elmúlt években az alábbi módon változott:
| Lakosok száma | 97   | 68   | 70   | 69   | 80   | 84   | 80   | 71   | 69   | 68   |
|               | 1968 | 1982 | 1990 | 2006 | 2013 | 2015 | 2017 | 2019 | 2020 | 2022 |